# (21677) Tylerlyon
(21677) Tylerlyon (1999 RO23) – planetoida z pasa głównego asteroid okrążająca Słońce w ciągu 4 lat i 1 dnia w średniej odległości 2,52 j.a. Została odkryta 7 września 1999 roku.